# Fusillade de l’école de Rauma
La fusillade de l’école de Rauma est une tuerie en milieu scolaire qui s’est produite le 25 janvier 1989, à l'école secondaire Raumanmeren peruskoulu de Rauma, en Finlande.
Vers 8 heures du matin, un écolier, alors âgé de 14 ans au moment des faits, abat deux de ses camarades de classe à l’aide d’un pistolet appartenant à son père. Après la fusillade, l'écolier prend la fuite à vélo, mais est retrouvé le même jour, vers 17 heures, près de la commune de Eurajoki.
Le tireur avait affirmé être victime d’intimidation, ce qui l'aurait poussé à commettre la fusillade. Étant donné que l’agresseur était âgé de moins de 15 ans, il n’a jamais fait l’objet d’accusations criminelles pour l’attaque. Cet évènement fut la toute première et plus meurtrière tuerie en milieu scolaire de l'histoire du pays, jusqu'à fusillade de Jokela le 7 novembre 2007, et la fusillade de Kauhajoki, le 23 septembre 2008.

## Déroulement
Le mercredi 25 janvier 1989, vers 7 h 55, lors d'une leçon de langue maternelle, un discours était prononcé à l’aide de microphone dans les salles de classe. Lorsqu’un élève de huitième année, âge de 14 ans au moment des faits, sort un pistolet mauser appartenant à son père, appui sur la gâchette deux fois, mais l’arme ne tire pas. Après avoir asséné un coup son arme, l’élève se lève et ouvre le feu, depuis son propre bureau.
Il vise instantanément un premier élève, puis tire en direction d’un autre élève, ce dernier avait tenté de se protéger en utilisant son sac, mais la balle du pistolet transperce l’objet, la victime est touchée au ventre. Le tireur s’est ensuite retourné vers un autre écolier qui se tenait au fond de la classe. Le garçon a trébuché avant que le coup de feu ne soit tiré et est tombé hors de la trajectoire de la balle.
Les élèves ont rapidement pris la fuite, tandis que le tireur se trouvait encore à l’intérieur de la salle de classe, les employés de l’école ont été informés qu’une fusillade était en cours au sein de l’établissement, et ont appelé la police. Ces derniers ont d'abord laissé les élèves rentrer chez eux au milieu de la journée, puis en arrivant sur les lieux du crime, ils ont récupéré deux douilles de 7,65 mm au sein de la classe.

### Fuite du tireur
L’agresseur, quant à lui, avait déjà pris la fuite, il s’était préparé à s’échapper avec deux vélos et un sac de couchage, mais il n’avait pas pensé à un itinéraire ou à une cachette à long terme. La dispersion des étudiants dans la ville a rendu le travail de la police plus difficile. Au cours de la journée, la police a reçu des informations contradictoires sur les déplacements de l’auteur présumé de l’agression dans différentes parties de la ville.
Des écoliers du même âge et ressemblants se déplaçaient dans la ville, la police avait auparavant publié les caractéristiques du tireur : « 1,60 - 1,65 cm avec des cheveux raides foncés, des lunettes foncées, une veste bleue, des baskets d’hiver et un pantalon matelassé grisâtre ou un jean bleu. » Une patrouille canine de la police à retrouver le tireur dans un bosquet d’arbres près du village de Hankkila, dans le sud-ouest d’Eurajoki, a environ 17 h le même jour.

### Victimes
Les deux garçons, âge de 14 et 15 ans, ont été atteints par balle, ont été transportés à l’hôpital, mais rien n'a pu être fait par les secouristes pour les sauver.

## Procès
L'auteur avouera plus tard à la police qu’il avait tuée deux garçons à cause du harcèlement que ces derniers lui faisait subir depuis l'école primaire. Le tribunal de Rauma rendit sa décision à la fin du mois de février 1990, le tireur, étant âge de moins de 15 ans, n'a pas été tenu responsable de ses actes.
Cependant, il a été condamné à payer un total d'approximativement 100 000 mark finlandais (à peu près 16 000 €) à titre de dommages et intérêts aux familles des victimes et de deux étudiants qui ont survécu à la fusillade, ainsi que 20 000 Mark finlandais (environ 3 000 €) de frais de justice. L’acte a été considéré comme planifié, car le tireur avait déclaré à l’interrogatoire qu’il avait déjà prévu de tuer ses camarades de classe, et qu’il avait également planifié son itinéraire d’évasion à l’avance.